# Quantificação plural
Na matemática e na lógica, a quantificação plural é a teoria na qual uma variável individual x pode representar múltiplos objetos (plural), assim como objetos individuais (singular). Assim, da mesma forma que podemos substituir objetos como Alice, o número 1, ou a maior construção em Londres, por x, nós também podemos representar por x várias pessoas (ex: Alice e Bob),  todos os números de 0 até 10, ou todas as construções em Londres com 20 andares ou mais.
O objetivo desta teoria é fornecer à Lógica de primeira ordem característcas da teoria dos conjuntos, sem entretanto transformar os objetos em conjuntos. As exposições clássicas dessa teoria se devem a Boolos (1984) e a Lewis (1991).

## História
A visão desta teoria é comumente associada a George Boolos, apesar de ser mais antiga (observando notavelmente Simons (1982)), e está relacionada à visão de classes defendida por John Stuart Mill e outros filósofos nominalistas. Mill argumentava que os universais ou "classes" não são um tipo de objeto em particular, tendo um objetivo existencial distinto do objetivo de objetos individuais que recaem sob eles. Entretanto, "is neither more nor less than the individual things in the class" ("não são nem mais nem menos do que os objetos individuais em uma classe"). (Mill 1904, II. ii. 2,also I. iv. 3).
Um pensamento similar foi também discutido por Bertrand Russell no capítulo VI de Russel (1903), mas foi abandonado posteriormente devido a teoria "sem classes". Para maior aprofundamento, veja também Gottlob Frege (1895), onde este critica uma visão anterior defendida por Ernst Schroeder.
A ideia geral pode ser remontada aLeibiniz. (Levey 2011, pp. 129–133)
O interesse na teoria dos plurais foi revivido com o trabalho em linguística nos anos 70, devido a  Remko Scha, Godehard Link, Fred Landman, Roger Schwarzschild, Peter Lasersohn, entre outros,  que desenvolveram ideias para a semântica dos plurais.

## Conhecimento preliminar e motivação

### Predicados e relações "multigrade" (variavelmente poliádicos)
Sentenças como
Alice e Bob cooperaram.
Alice, Bob e Carol cooperaram.
envolvem um predicado ou uma relação "multigrade" (também conhecidos como predicado/relação variavelmente poliádico(a)). No exemplo, o predicado era "cooperaram". Dizer que um predicado é variavelmente poliádico significa que ele representa um único conceito (relação), apesar de não ter uma aridade fixa (cf. Linnebo & Nicolas 2008). A noção de relação/predicado "multigrade" apareceu por volta de 1940 e foi notavelmente usada por Quine (cf. Morton 1975). A Quantificação plural procura formalizar a quantificação sobre os argumentos de tamanho variável desses predicados, e.g. "xx cooperaram", onde xx é uma variável plural. Note desse exmeplo que não faz sentido, semanticamente, instanciar xx como o nome de uma única pessoa.

### Nominalismo
De modo geral, o nominalismo nega a existência dos universais (entidades abstratas), tais como conjuntos, classes, relações, propriedades, etc. Logo, a lógica plural foi desenvolvida na tentativa de formalizar o raciocínio sobre os plurais, tais como os raciocínios que envolvem predicados "multigrade", sem fazer uso, aparentemente, de conceitos que os nomalistas negam, e.g. conjuntos.
Algumas lógicas de primeira ordem têm dificuldades em representar algumas sentenças com plurais. A mais conhecida é a frase de Geach-Kaplan "some critics admire only one another" (alguns críticos admiram apenas uns aos outros). Kaplan provou que essa sentença é "nonfirstorderizable" (ou seja, é incapaz de ser representada adequadamete por algumas teorias da lógica de primeira ordem). Logo, sua paráfrase em uma linguagem formal nos pede uma quantificação sobre os conjuntos (i.e. sobre a existência dos conjuntos). Entretanto, alguns estudiosos defendem

Note que uma instância individual de uma sentença, tal como "Alice, Bob e Carol admiram apenas uns aos outros", não precisa envolver conjuntos, e é equivalente à conjunção das seguintes sentenças de primeira ordem:
∀x(se Alice admira x, então x = Bob ou x = Carol)
∀x(se Bob admira x, então x = Alice ou x = Carol)
∀x(se Carol admira x, então x = Bob ou x = Alice)
onde o escopo do x se encontra sobre todos os críticos (supondo que os críticos não admiram a si mesmos). Entretanto, a sentença analisada se parece com uma instância de "algumas pessoas admiram apenas umas as outras", a qual não é possível ser formulada, em geral, em primeira ordem.
Boolos argumentou que a quantificação monádica de segunda ordem poderia ser interpretada, sistematicamente, de acordo com a quantificação plural e, consequentemente, a quantificação monádica de segunda ordem é "ontologicamente inocente".
Mais tarde, Oliver & Smiley (2001), Rayo (2002), Yi (2005) e McKay (2006) argumentaram que as sentenças
1. Eles são companheiros de bordo
2. Eles levantaram um piano
3. Eles estão rodeando uma construção
4. Eles admiram apenas uns aos outros

também não podem ser interpretadas na lógica de segunda ordem monádica. Isso se deve ao fato de que os predicados "são companheiros de bordo", "estão rodendo uma construção", "admiram apenas uns aos outros", não são predicados distributivos. Um predicado F é distributivo se, se há objetos que são F, então cada um desses objetos é F. Mas na lógica clássica, todo predicado monádico é distributivo. Além disso, essas sentenças aparentam ser livres de quaisquer suposições existenciais, e não envolvem quantificação.
Então alguém poderia sugerir uma configuração unificada, no âmbito dos termos plurais, de tal forma a permitir a satisfação de predicados, tanto distributivos, quanto não-distributivos, enquanto defende essa posição contra a suposição "singularista" de que tais predicados são predicados de um conjunto de indivíduos (ou de somas mereológicas).
Vários escritores sugeriram que a lógica plural abre a possibilidade de simplificar as fundações da matemática, evitando os paradoxos teoria dos conjuntos, e simplificando os axiomas complexos e não-intuitivos nos quais a teoria dos conjuntos se baseia para evitar alguns paradoxos.
Recentemente, Linnebo & Nicolas (2008) sugeriram que as linguagens naturais contém, frequentemente, variáveis superplurais (e quantificadores associados), tal como "Estas pessoas, aquelas pessoas, e estas outras pessoas competem umas contra as outras" (e.g times em jogos online), enquanto Nicolas (2008) tem defendido que a lógica plural deveria ser utilizada para levar em conta a semântica de substantivos "incontáveis" (em inglês, uncontable nouns, como vinho = "wine" e mobília = "furniture").

## Definição formal
Esta seção apresenta uma formulação simples da lógica/quantificação plural, aproximadamente a mesma dada por Boolos em "Nominalist Platonism" (Boolos 1985).

### Sintaxe
As unidades básicas sintáticas são definidas como
- Símbolos de predicado {\displaystyle F}, {\displaystyle G}, etc. (com suas respectivas aridades, as quais foram deixadas implícitas)
- Símbolos de variáveis singulares {\displaystyle x}, {\displaystyle y}, etc.
- Símbolos de variáveis plurais {\displaystyle {\bar {x}}}, {\displaystyle {\bar {y}}}, etc.

As sentenças da lógica plural são definidas como
- Se {\displaystyle F} é um símbolo de relação n-ária, e {\displaystyle x_{0},\ldots ,x_{n}} são símbolos de variáveis singulares, então {\displaystyle F(x_{0},\ldots ,x_{n})} é uma sentença.
- Se {\displaystyle P} é uma sentença, então também o é {\displaystyle \neg P}
- Se {\displaystyle P} e {\displaystyle Q} são sentenças, então também o é {\displaystyle P\land Q}
- Se {\displaystyle P} é uma sentença e {\displaystyle x} é um símbolo de variável singular, então {\displaystyle \exists x.P} é uma sentença
- Se {\displaystyle x} é um símbolo de variável singular e {\displaystyle {\bar {y}}} é um símbolo de variável plural, então {\displaystyle x\prec {\bar {y}}} é uma sentença (onde ≺ é comumente interpretado como a relação "é um de", "é do tipo de").
- Se {\displaystyle P} é uma sentença e {\displaystyle {\bar {x}}} ié um símbolo de variável plural, então {\displaystyle \exists {\bar {x}}.P} é uma sentença

As últimas duas linhas são as únicas essencialmente novas que participam da sintaxe da lógica plural. Outros símbolos lógicos que podem ser definido a partir do que foi exposto, podem ser utilizados para a abreviação da notação.
Esta lógica acaba por ser interpretada equivalentemente à lógica monádica de segunda ordem.

### Teoria dos modelos
A teoria dos modelos/semântica da lógica plural é onde a falta de definições da teoria dos conjuntos nesta lógica é realmente notória. Um modelo é definido como a tupla {\displaystyle (D,V,s,R)}, onde {\displaystyle D} é o domínio, {\displaystyle V} é uma coleção de valores {\displaystyle V_{F}} para cada predicado {\displaystyle F}, nomeado da maneira usual, e {\displaystyle s} é uma sequência de Tarski (i.e. um mapeamento da cada símbolo de variável singular para elementos de {\displaystyle D}). O novo componente {\displaystyle R} é uma relação binária que associa valores no domínio {\displaystyle D} aos símbolos de variáveis plurais.
A satisfatibilidade é dada por
- {\displaystyle (D,V,s,R)\models F(x_{0},\ldots ,x_{n})} se, e somente se {\displaystyle (s_{x_{0}},\ldots ,s_{x_{n}})\in V_{F}}
- {\displaystyle (D,V,s,R)\models \neg P} se, e somente se {\displaystyle (D,V,s,R)\nvDash P}
- {\displaystyle (D,V,s,R)\models P\land Q} se, e somente se {\displaystyle (D,V,s,R)\models P} e {\displaystyle (D,V,s,R)\models Q}
- {\displaystyle (D,V,s,R)\models \exists x.P} se, e somente se exite {\displaystyle s'\approx _{x}s} tal que {\displaystyle (D,V,s',R)\models P}
- {\displaystyle (D,V,s,R)\models x\prec {\bar {y}}} se, e somente se {\displaystyle s_{x}R{\bar {y}}}
- {\displaystyle (D,V,s,R)\models \exists {\bar {x}}.P} se, e somente se existe {\displaystyle R'\approx _{\bar {x}}R} tal que {\displaystyle (D,V,s,R')\models P}

Onde para símbolos de variáveis singulares, {\displaystyle s\approx _{x}s'} significa que para todo símbolo de variável singular {\displaystyle y} diferentes de {\displaystyle x}, é verdade que {\displaystyle s_{y}=s'_{y}}, e para símbolos de variáveis plurais, {\displaystyle R\approx _{\bar {x}}R'} significa que para todo símbolo de variável plural {\displaystyle {\bar {y}}} diferente de {\displaystyle {\bar {x}}}, e para todos os objetos do domínio {\displaystyle d}, é verdade que {\displaystyle dR{\bar {y}}=dR'{\bar {y}}}.
Assim como na sintaxe, apenas as últimas duas afirmações são novidades da lógica plural. Boolos observa que, ao usar relações de atribuição {\displaystyle R}, o domínio não precisa incluir conjuntos e, consequentemente, a lógica plural obtém a "inocência ontológica" pretendida, enquanto mantém a habilidade de analisar as extensões de um predicado. Logo, o esquema compreensivo da lógica plural {\displaystyle \exists {\bar {x}}.\forall y.y\prec {\bar {x}}\leftrightarrow F(y)} não produz o paradoxo de Russel, porque a quantificação de variáveis plurais não quantifica sobre o domínio. Outro aspecto da lógica plural tal como definida por Boolos, crucial para evitar-se o paradoxo de Russel, é o fato das sentenças da forma {\displaystyle F({\bar {x}})} não são bem formadas: nomes de predicados podem apenas ser combinados com símbolos de variáveis singulares, mas não de variáveis plurais.
Esse pode ser encarado como o mais simples e mais óbvio argumento de que a lógica plural como Boolos a define é "ontologicamente inocente". Deve ser observado que a lógica de Boolos é pelo menos tão "inocente" quanto a lógica não plural sem conjuntos no domínio, porque qualquer sequência de Tarski {\displaystyle s} é também uma relação que relaciona valores à variáveis. Mais ainda, relaciona precisamente um valor a cada variável (i.e. , é uma função, e todas as funções são relações).